# Le Flot de Crête
Le Flot de Crête är en kulle i Schweiz. Den ligger i distriktet Aigle och kantonen Vaud, i den sydvästra delen av landet, 70 km söder om huvudstaden Bern. Toppen på Le Flot de Crête är 1 298 meter över havet.